# 동탄반석로
동탄반석로(Dongtanbanseok-ro)는 경기도 화성시 동탄동 에서 수원시를 잇는 도로이다.

## 주요 경유지
- 화성시 (동탄동)

## 노선
| 이름              | 접속 노선      | 소재지 | 소재지 | 비고 |
| ----------------- | -------------- | ------ | ------ | ---- |
| 나루마을삼거리    | 동탄나루로     | 화성시 | 동탄동 |      |
| 반석초교사거리    | 동탄솔빛로     | 화성시 | 동탄동 |      |
| 솔빛마을사거리    | 동탄문화센터로 | 화성시 | 동탄동 |      |
| 다은마을사거리    | 메타폴리스로   | 화성시 | 동탄동 |      |
| 119안전센터사거리 | 동탄지성로     | 화성시 | 동탄동 |      |
| 예당마을사거리    | 동탄원천로     | 화성시 | 동탄동 |      |
| 큰재봉사거리      | 삼성1로        | 화성시 | 동탄동 |      |

## 주요건물및 시설
- 반송고등학교 (동탄반석로 21/반송동 213)
- 반송초등학교 (동탄반석로 22/반송동 223)
- 솔빛중학교 (동탄반석로 83/반송동 136)
- 솔빛초등학교 (동탄반석로 84/반송돋 133)
- 동탄동 행정복지센터 (동탄반석로 87/반송동 137)
- LG유플러스 반송동 솔빛사거리점 (동탄반석로 120/반송동 107-8)
- SK텔레콤 제이스대리점 동탄반송점 (동탄반석로 120/반송동 107-8)
- CU 동탄센타프라자점 (동탄반석로 124/반송동 107-1)
- KB국민은행 동탄다은지점 (동탄반석로 124/반송동 107-1)
- 파리바게뜨 동탄다은솔빛점 (동탄반석로 134/반송동 104-1)
- 농협 동탄중앙지점 (동탄반석로 144/반송동 103-1)
- 버거킹 동탄점 (동탄반석로 156/반송동 93-9)
- 써브웨이 동탄하이페리온점 (동탄반석로 156/반송동 93-9)
- IBK기업은행 동탄중앙지점 (동탄반석로 156/반송동 93-9)
- CU 동탄파라곤점 (동탄반석로 172/반송동 93-3)
- 반송119안전센터 (동탄반석로 188/반송동 91-11)
- 신한은행 동탄지점 (동탄반석로 196/반송동 88-13)
- KT 엘에프컴퍼니 북광장점 (동탄반석로 196/반송동 88-13)
- 하나은행 동탄지점 (동탄반석로 204/반송동 88-1)
- 새마을금고 화성새마을금고 반석지점 (동탄반석로 208/반송동 86-1)
- 예당초등학교 (동탄반석로 245/석우동 54)
- 예원초등학교 (동탄반석로 259/석우동 52)